# Villers-la-Chèvre
Villers-la-Chèvre település Franciaországban, Meurthe-et-Moselle megyében. Lakosainak száma 568 fő (2022. január 1.). Villers-la-Chèvre Cons-la-Grandville, Cosnes-et-Romain, Fresnois-la-Montagne, Lexy és Montigny-sur-Chiers községekkel határos.

## Népesség
A település népessége az elmúlt években az alábbi módon változott:
| Lakosok száma | 179  | 284  | 389  | 533  | 570  | 568  | 568  | 551  | 549  | 568  |
|               | 1968 | 1982 | 1990 | 2006 | 2013 | 2015 | 2017 | 2019 | 2020 | 2022 |